# Puys Ramond
Les puys Ramond sont des petits cônes volcaniques de l'île de La Réunion. Situés dans le nord-ouest du territoire communal de Saint-Philippe, ils occupent le sud-est du plateau appelé Foc-Foc à peu de distance du rempart de Bellecombe, un rempart montagneux qui surplombe le sud-ouest de la dernière caldeira formée par le piton de la Fournaise, l'Enclos Fouqué. À l'origine, ils ont été nommés cratères Ramond par Jean-Baptiste Bory de Saint-Vincent en hommage à Louis Ramond de Carbonnières lors de son séjour à La Réunion en 1801.